# Danh sách tên lửa
Sau đây là danh sách tên lửa và các loại tên lửa.

## Danh sách tên lửa theo loại
- Tên lửa dẫn hướng thường dùng
  - Tên lửa không đối không
  - Tên lửa không đối đất
  - Tên lửa chống tên lửa đạn đạo
  - Tên lửa chống vệ tinh
  - Tên lửa chống tàu
  - Tên lửa tấn công đất liền
  - Tên lửa điều khiển chống tăng
  - Tên lửa đất đối không (danh sách)
  - Tên lửa đất đối đất
  - Tên lửa dẫn hướng bằng dây
- Các tên lửa hành trình
- Các tên lửa đạn đạo
  - Tên lửa đạn đạo chiến thuật
  - Tên lửa đạn đạo tầm ngắn
  - Tên lửa đạn đạo tầm trung
  - Tên lửa đạn đạo liên lục địa (Còn gọi là Tên lửa đạn đạo vượt đại châu)
  - Tên lửa đạn đạo phóng từ tàu ngầm
- Các tên lửa trò chơi
  - Tên lửa nước

## Theo các nước
- Xem Danh sách tên lửa theo các nước

## Theo tên

### A
- A4
- AA-1 Alkali (Nga-Liên Xô cũ gọi là Kaliningrad K-5)
- AA-2 Atoll (Nga-Liên Xô cũ gọi là Vympel K-13)
- AA-3 Anab (Nga-Liên Xô cũ gọi là Kaliningrad K-8)
- AA-4 Awl (Nga-Liên Xô cũ gọi là Raduga K-9)
- AA-5 Ash (Nga-Liên Xô cũ gọi là Raduga K-80)
- AA-6 Acrid (Nga-Liên Xô cũ gọi là Kaliningrad K-40)
- AA-7 Apex (Nga-Liên Xô cũ gọi là Kaliningrad K-23)
- AA-8 Aphid (Nga-Liên Xô cũ gọi là Kaliningrad K-60)
- AA-9 Amos (Nga-Liên Xô cũ gọi là Vympel R-33)
- AA-10 Alamo (Nga-Liên Xô cũ gọi là Vympel R-27)
- AA-11 Archer (Nga-Liên Xô cũ gọi là Vympel R-73)
- AA-12 Adder (Nga-Liên Xô cũ gọi là Vympel R-77)
- AA-13 Arrow (Nga-Liên Xô cũ gọi là Vympel R-37)
- Abdali-I
- ADM-20 Quail
- ADM-141 TALD
- ADM-144
- ADM-160 MALD
- AGM-12 Bullpup
- AGM-22
- AGM-28 Hound Dog
- AGM-45 Shrike
- AGM-48 Skybolt
- AGM-53 Condor
- AGM-62 Walleye
- AGM-63
- AGM-64 Hornet
- AGM-65 Maverick
- AGM-69 SRAM
- AGM-76 Falcon
- AGM-78 Standard ARM
- AGM-79 Blue Eye
- AGM-80 Viper
- AGM-83 Bulldog
- AGM-86 ALCM
- AGM-87 Focus
- AGM-88 HARM
- AGM-112
- AGM-114 Hellfire
- AGM-119 Penguin
- AGM-122 Sidearm
- AGM-123 Skipper
- AGM-124 Wasp
- AGM-129 ACM
- AGM-130
- AGM-131 SRAM II
- AGM-136 Tacit Rainbow
- AGM-137 TSSAM
- AGM-142 Have Nap
- AGM-153
- AGM-154 JSOW
- AGM-158 JASSM
- AGM-159 JASSM
- AGM-169
- Agni
- Agni I
- Agni II
- Agni III
- AIM-4 Falcon
- AIM-7 Sparrow/RIM-7 Sea Sparrow
- AIM-9 Sidewinder
- AIM-26 Falcon
- AIM-47 Falcon
- AIM-54 Phoenix
- AIM-68 Big Q
- AIM-82
- AIM-97 Seekbat
- AIM-95 Agile
- AIM-120 AMRAAM
- AIM-132 ASRAAM
- AIM-152 AAAM
- Akash
- ALARM
- Al-Samoud 2
- Anza
- AQM-35
- AQM-37 Jayhawk
- AQM-38
- AQM-41 Petrel
- AQM-60 Kingfisher
- AQM-81 Firebolt
- AQM-91 Firefly
- AQM-103
- AQM-127 SLAT
- AQM-128
- Arrow (chống đạn đạo)
- AS.30
- ASM-135 ASAT
- ASMP
- ASRAAM

### B
- Babur (tên lửa hành trình, Pakistan)
- Barak (tên lửa đất đối không, Israel)
- Barak
- BGM-34 Firebee
- BGM-71 TOW
- BGM-75 AICBM
- BGM-109 Tomahawk
- BGM-110
- Bakter-Shikan
- Bloodhound
- Blowpipe
- Blue Steel
- BQM-90
- BQM-106 Teleplane
- BQM-108
- BQM-111 Firebrand
- BQM-126
- BQM-145 Peregrine
- BQM-147 Exdrone
- BQM-155 Hunter
- BQM-167 Skeeter
- BrahMos
- Brimstone

### C
- C-802
- CA 94
- CA 95
- CEM-138 Pave Cricket
- CGM-16/HGM-16 Atlas
- CIM-10 Bomarc
- CQM-121 Pave Tiger
- Crotale (Pháp)
- CSS-2

### D
- Desna
- DF-31
- DF-5 (Dongfeng-5)
- DF-4
- DF-15
- Dvina

### E
- GBU-15
- Elbrus (còn có tên Scud)
- ENTAC (Pháp)
- Enzian
- ERYX (Pháp)
- Euromissile HOT
- Exocet (tên phổ biến là MBDA Exocet)

### F
- Fateh-110
- Fireflash
- Firestreak
- FGM-77 Dragon
- FGM-148 Javelin
- FIM-43 Redeye
- FIM-92 Stinger
- FQM-117 RCMAT
- FQM-151 Pointer

### G
- GBU-15
- Gabriel
- Ghauri (Pakistan)
- Ghauri-I (Pakistan)
- Ghauri-II (Pakistan)
- Ghauri-III (Pakistan)
- Ghaznavi (Pakistan)
- GQM-93
- GQM-94 B-Gull
- GQM-98 Tern-R
- GQM-163 Coyote

### H
- Harpoon
- Hatf-I/IA/IB
- Hongqi-1 SAM
- Hongqi-2 SAM
- Hongnu-5 SAM
- Hongqi-7 SAM
- Hongqi-9 SAM
- Hongqi-10 SAM
- Hongqi-15 SAM
- Hongqi-17 SAM
- Hongqi-18 SAM
- Hongqi-61 SAM
- HOT
- Hsiung Feng I (HF-1)
- Hsiung Feng II (HF-2)
- Hsiung Feng IIE (HF-2E)
- Hsiung Feng III (HF-3)

### I
- Ingwe
- IRIS-T

### J
- J-Missile
- Javelin
- Jericho (Tên lửa đạn đạo đất đối đất)
- JL-1 (Julang-1)
- JL-2 (Julang-2)

### K
- K-5 (AA-1 Alkali)
- K-8 (AA-3 Anab)
- K-9 (AA-4 Awl)
- K-13 (AA-2 Atoll)
- Kaishan-1 SAM
- Kh-47M2 Kinzhal

### L
- LAM (Tên lửa tấn công vòng)
- LEM-70 Minuteman ERCS
- LGM-25 Titan
- LGM-30 Minuteman
- LGM-118 Peacekeeper
- Lieying-60 SAM
- LIM-49 Nike Zeus
- LIM-99
- LIM-100
- Long March cruise missile

### M
- M5 Tên lửa đạn đạo phóng từ tàu ngầm
- M45
- M51
- Magic
- Malkara (Úc/Anh)
- MBDA Apache
- MBDA AS 30
- MBDA Aster
- MBDA Exocet
- MBDA Meteor
- Meteor (Tên thông dụng cho loại MBDA Meteor)
- MBDA Scalp EG
- MGM-1 Matador
- MGM-5 Corporal
- MGM-13 Mace
- MGM-18 Lacrosse
- MGM-21
- MGM-29 Sergeant
- MGM-31 Pershing
- MGM-32 ENTAC
- MGM-51 Shillelagh
- MGM-52 Lance
- MGM-140 ATACMS
- MGM-134 Midgetman
- MGM-157 EFOGM
- MGM-164 ATACMS II
- MGM-166 LOSAT
- MGM-168 ATAMCS Block IVA
- MICA (Tên của dự án MBDA MICA)
- MILAN
- MIM-3 Nike-Ajax
- MIM-14 Nike-Hercules
- MIM-23 Hawk
- MIM-46 Mauler
- MIM-72 Chaparral
- MIM-104 Patriot
- MIM-115 Roland
- MIM-146 ADATS
- MISTRAL
- Mokopa
- Molodets (Tên thông dụng cho tên lửa RT-23 Molodets)
- MQM-33
- MQM-36 Shelduck
- MQM-39
- MQM-40 Firefly
- MQM-42 Redhead/Roadrunner
- MQM-57 Falconer
- MQM-58 Overseer
- MQM-61 Cardinal
- MQM-74 Chukar
- MQM-105 Aquila
- MQM-107 Streaker
- MQM-143 RPVT
- MR-UR-100 Sotka Tên lửa đạn đạo liên lục địa (Nga; Chiến tranh Lạnh) (NATO gọi là SS-17 Spanker)

### N
- Nag
- Naval Strike Missile (NSM)
- Nike
- Nodong-1
- Nuclear bunker buster

### O
- Oka (tên thông dụng của R-400 Oka)

### P
- P-1
- P-700 Granit (SS-N-19 Shipwreck)
- Penguin (Hoa Kỳ gọi là AGM-119)
- PenLung-9 SAM
- Polyphem
- PGM-11 Redstone
- PGM-17 Thor
- PGM-19 Jupiter
- Pioner (Tên thường dùng cho loại tên lửa RT-21M Pioner)
- Pluton
- Popeye (Thiết kế của Hoa Kỳ: AGM-142 Have Nap. Một dạng khác tên lửa hành trình)
- PQM-56
- PQM-102 Delta Dagger
- PQM-149 UAV-SR
- PQM-150 UAV-SR
- Prithvi
- Python 5 (Tên thường dùng cho loại tên lửa Rafael Python 5)

### Q
- Qassam rốc két
- Qianwei-1 SAM
- Qianwei-2 SAM

### R
- R-1 tên lửa đạn đạo (SS-1 Scunner)
- R-2 tên lửa đạn đạo (SS-2 Sibling)
- R-4 (AA-5 Ash)
- R-5 tên lửa đạn đạo (SS-3 Shyster)
- R-7 Semyorka Tên lửa đạn đạo liên lục địa (Nga/Liên Xô; Chiến tranh Lạnh) (NATO gọi là SS-6 Sapwood)
- R-9 Desna Tên lửa đạn đạo liên lục địa(Nga/Liên Xo; C^hiến tranh Lạnh) (NATO gọi là SS-8 Sasin)
- R-11 Tên lửa đạn đạo chiến thuật (Nga; Chiến tranh Lạnh) (NATO gọi là SS-1B Scud)
- R-12 Dvina Tên lửa đạn đạo (Nga; Chiến tranh Lạnh) (NATO gọi là SS-4 Sandal)
- R-13 Tên lửa đạn đạo phóng từ tàu ngầm (Nga; Chiến tranh Lạnh) (SS-N-4 Sark)
- R-14 Usovaya tên lửa đạn đạo (Nga; Chiến tranh Lạnh) (NATO gọi là SS-5 Skean)
- R-15 Tên lửa đạn đạo phóng từ tàu ngầm (Nga; Chiến tranh Lạnh)
- R-16 Tên lửa đạn đạo liên lục địa (Nga; Chiến tranh Lạnh) (NATO gọi là SS-7 Saddler)
- R-17E, Một dạng khác của tên lửa Nga Scud B
- R-21 Tên lửa đạn đạo phóng từ tàu ngầm (Nga; Chiến tranh Lạnh) (SS-N-5 Serb)
- R-23 (AA-7 Apex)
- R-26 Tên lửa đạn đạo liên lục địa (Nga; Chiến tranh Lạnh)
- R-27 Tên lửa đạn đạo phóng từ tàu ngầm (Nga; Chiến tranh Lạnh) (SS-N-6 Serb)
- R-27 (AA-10 Alamo)
- R-33 (AA-9 Amos)
- R-36 Tên lửa đạn đạo liên lục địa (Nga; Chiến tranh Lạnh) (NATO gọi là SS-9 Scarp và SS-18 Satan)
- R-39 (SS-N-20 Sturgeon)
- R-40 (AA-6 Acrid)
- R-46 Tên lửa đạn đạo liên lục địa phóng từ một quỹ đạo (Nga; Chiến tranh Lạnh)
- R-60 (AA-8 Aphid)
- R-73 (AA-11 Archer)
- R-77 (AA-12 Adder)
- R-300 Elbrus Tên lửa đạn đạo (Nga; Chiến tranh Lạnh) (NATO gọi là SS-1c Scud)
- R-400 Oka Tên lửa đạn đạo (Nga; Chiến tranh Lạnh) (NATO gọi là SS-23 Spider)
- R550 Magic
- Rapier(Tên lửa đất đối không)
- Rafael Python 5 (loại không đối không)
- RBS-15
- RBS-23
- RBS-70
- RBS-77
- RBS-90
- Red Top (không đối không)
- RGM-6 Regulus
- RGM-15 Regulus II
- RGM-59 Taurus
- RGM-165 LASM
- RIM-2 Terrier
- RIM-8 Talos
- RIM-24 Tartar
- RIM-50 Typhon LR
- RIM-55 Typhon MR
- RIM-66 Standard Missile-1
- RIM-66 Standard Missile-2
- RIM-85
- RIM-101
- RIM-113
- RIM-116 Rolling Airframe Missile
- RIM-156 Standard Missile-2ER Block IV
- RIM-161 Standard Missile-3
- RIM-162 ESSM
- ROLAND tên lửa phòng không
- RT-1 tên lửa đạn đạo (Nga; Chiến tranh Lạnh)
- RT-2 Tên lửa đạn đạo liên lục địa (Nga; Chiến tranh Lạnh) (SS-13 Savage)
- RT-2PM Topol Tên lửa đạn đạo liên lục địa (Nga; hiện nay) (SS-25 Sickle)
- RT-2UTTH Topol M Tên lửa đạn đạo liên lục địa (Nga; hiện nay) (SS-27)
- RT-15 Tên lửa đạn đạo (Nga; Chiến tranh Lạnh) (SS-14 Scamp)
- RT-20 Tên lửa đạn đạo liên lục địa (Nga; Chiến tranh Lạnh) (SS-15 Scrooge)
- RT-21 Temp 2S Tên lửa đạn đạo liên lục địa (Nga; Chiến tranh Lạnh) (SS-16 Sinner)
- RT-21M Pioner Tên lửa đạn đạo (Nga; Chiến tranh Lạnh) (SS-20 Saber)
- RT-23 Molodets Tên lửa đạn đạo liên lục địa (Nga; hiện nay) (SS-24 Scalpel)
- RT-25 Tên lửa đạn đạo (Nga; Chiến tranh Lạnh)
- RUM-139 VL-Asroc

### S
- SA-1 Guild
- SAM-2
- SA-3 Goa
- SA-4 Ganef
- SA-5 Gammon
- SA-6 Gainful
- SA-8 Gecko
- SA-9 Gaskin
- SA-10 Grumble
- SA-11 Gadfly
- SA-12 Gladiator/Giant
- SA-13 Gopher
- SA-14 Gremlin
- SA-15 Gauntlet
- SA-16 Gimlet
- SA-17 Grizzly
- SA-18 Grouse
- SA-19 Grisom
- SA-20 Gargoyle
- SA-X-21 Growler
- SA-N-3 Goblet
- Saber (SS-20) (NATO gọi là RT-21M Pioner)
- Saddler (SS-7) (NATO gọi là R-16 rocket)
- Samid
- Saegheh
- Sandal (SS-4) (NATO gọi là R-12 Dvina)
- Sapwood (SS-6) (NATO gọi là R-7 Semyorka)
- Sark (SS-N-4) (NATO gọi là R-13)
- Sasin (SS-8) (NATO gọi là R-9 Desna)
- Satan (SS-18) (NATO gọi là R-36M)
- Savage (SS-13) (NATO gọi là RT-2)
- Scaleboard (SS-12 / SS-22) (NATO gọi là TR-1 Temp)
- Scalpel (SS-24) (NATO gọi là RT-23 Molodets)
- Scamp (SS-14) (NATO gọi là RT-15)
- Scapegoat (SS-14)
- Scarp (SS-9) (NATO gọi làR-36)
- Scrag (SS-X-10) (NATO gọi là Global Rocket 1 và UR-200)
- Scrooge (SS-15) (NATO gọi là RT-20)
- Scud (SS-1b/SS-1c) (NATO gọi là R-11 và R-300 Elbrus family)
- Scunner (SS-1) (NATO gọi là R-1)
- SD 10 (Pakistan)
- Sea Cat
- Sea Dart
- Sea Eagle
- Sea Skua
- Sea Slug đất đối không
- Sea Wolf đất đối không
- Sego (SS-11) (NATO gọi là UR-100)
- Semyorka (tên thông dụng của R-7 Semyorka)
- Serb (SS-N-5) (NATO gọi là R-21)
- Serb (SS-N-6) (NATO gọi là R-27)
- Shahab-1
- Shahab-2
- Shahab-3
- Shahab-3D
- Shahab-4
- Shahab-5
- Shahab-6
- Shaheen (Pakistan)
- Shaheen-II (Pakistan)
- Shaheen-III (Pakistan)
- Shavit (phóng từ không trung)
- Shkval (VA-111)
- Shyster (SS-3) (NATO gọi là R-5)
- Sibling (SS-2) (NATO gọi là R-2)
- Sickle (SS-25) (NATO gọi là RT-2PM Topol)
- Silkworm tên lửa hành trình dưới âm
- Sinner (SS-16) (NATO gọi là RT-21 Temp 2S)
- Skean (SS-5) (NATO gọi là R-14 Usovaya)
- Sky Bow I (TK-1) (SAM)
- Sky Bow II (TK-2) (SAM)
- Sky Bow III (TK-3) (SAM)
- Sky Spear
- Sky Sword I (TC-1) (Tên lửa không đối không)
- Sky Sword II (TC-2) (Tên lửa không đối không)
- Skybolt ALBM
- SM-62 Snark
- Sotka (tên thông dụng của MR-UR-100 Sotka)
- Spanker (SS-17) (NATO gọi là MR-UR-100 Sotka)
- Spartan LIM-49A ABM
- Spider (SS-23) (NATO gọi là R-400 Oka)
- Spike/Gil (Chông tăng)
- Sprint ABM
- SS-1 Scunner (NATO gọi là R-1)
- SS-1b (Scud-1B) (NATO gọi là tên lửa R-11)
- SS-1c (Scud-1C) (NATO gọi là tên lửa R-300 Elbrus)
- SS-2 Sibling (NATO gọi là R-2)
- SS-3 Shyster (NATO gọi là R-5)
- SS-4 Sandal (NATO gọi là R-12 Dvina)
- SS-5 Skean (NATO gọi là R-14 Skean)
- SS-6 Sapwood (NATO gọi là R-7 Semyorka)
- SS-7 Saddler (NATO gọi là R-16 rocket)
- SS-8 Sasin (NATO gọilà R-9 Desna)
- SS-9 Scarp (NATO gọi là R-36)
- SS-10 tên lửa đất đối đất của Pháp
- SS-11 (Pháp)
- SS-11 Sego (UR-100)
- SS-12(Pháp)
- SS-12 Scaleboard (NATO gọi là TR-1 Temp)
- SS-13 Savage (NATO gọi là RT-2)
- SS-14 Scamp (NATO gọi là RT-15)
- SS-15 Scrooge (NATO gọi là RT-20)
- SS-16 Sinner (NATO gọi là RT-21 Temp 2S)
- SS-17 Spanker (NATO gọilà MR-UR-100)
- SS-18 Satan (NATO gọi là R-36M)
- SS-19 Stiletto (NATO gọi là UR-100N)
- SS-20 Saber (NATO RT-21M)
- SS-21 Scarab (NATO gọi là OTR-21)
- SS-22 Scaleboard (NATO gọi là TR-1 Temp)
- SS-23 Spider (NATO gọi là R-400 Oka
- SS-24 Scalpel (NATO gọi là RT-23 Molodets)
- SS-25 Sickle (NATO gọi là RT-2PM Topol)
- SS-27 Sizzler (NATO gọi là RT-2UTTH Topol M)
- SS-N-2
- SS-N-4 Sark (NATO gọi là R-13)
- SS-N-5 Serb (NATO gọi là R-21)
- SS-N-6 Serb (NATO gọi là R-27)
- SS-N-12 Sandbox
- SS-N-15
- SS-N-16
- SS-N-20
- SS-N-22 Sunburn
- SS-X-10 Scrag (NATO gọi là UR-200)
- Starstreak
- Stiletto (SS-19) (NATO gọi là UR-100N)
- Storm Shadow
- Strela-1 (SA-9 Gaskin)
- Strela-2 (SA-7/SA-N-5 Grail)
- Swingfire

### T
- Terne ASW
- Temp (tên thông dụng của TR-1 Temp)
- Temp 2S (tên thông dụng của RT-21 Temp 2S)
- Thunderbird
- Topol (tên thông dụng của RT-2PM Topol và RT-2UTTH Topol M)
- TOROS
- TR-1 Temp (Nga; Chiến tranh Lạnh) (SS-12/SS-22 Scaleboard)
- Trigat
- Trishul

### U
- UGM-27 Polaris
- UGM-73 Poseidon
- UGM-89 Perseus
- UGM-96 Trident I
- UGM-133 Trident II
- Umkhonto
- UR-100 tên lửa đạn đạo liên lục địa (Nga; Chiến tranh Lạnh) (NATO gọi là SS-11 Sego)
- UR-100MR (Tên gọi của MR-UR-100 Sotka)
- UR-100N tên lửa đạn đạo liên lục địa (Nga; Chiến tranh Lạnh) (NATO gọi là SS-19 Stiletto)
- UR-200 tên lửa đạn đạo liên lục địa(Nga; Chiến tranh Lạnh) (NATO gọi là SS-X-10 Scrag)
- Usovaya (tên thông dụng của R-14 Usovaya)
- UUM-44 Subroc
- UUM-125 Sea Lance

### V
- V-1
- V-2
- Voivode (tên thông dụng của R-36M2)

### W
- Wasserfall

### X
- X-4

### Y
- Ying ji-1 (YJ-1)

## Các danh sách khác
- Xem thêm các danh sách